# 칠라킬레스

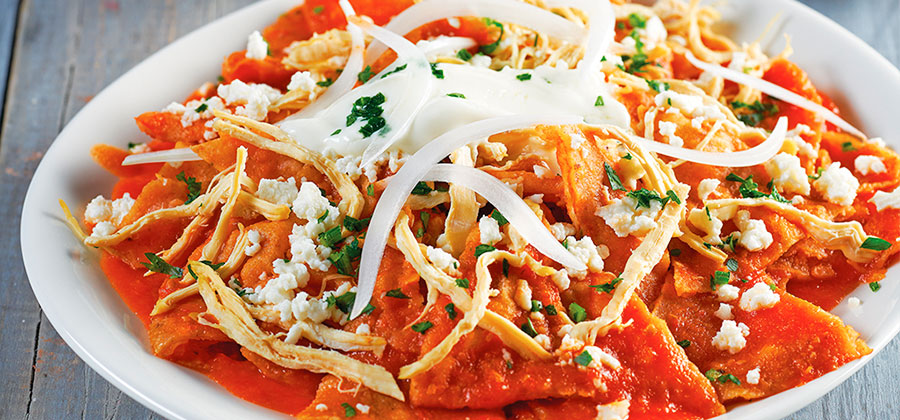
칠라킬레스

칠라킬레스(chilaquiles)는 멕시코 요리로 1/4 조각을 내서 가볍게 튀긴 옥수수 토티야로 이뤄진다.

## 재료와 변형
일반적으로 가볍게 튀겨지거나 구워진 옥수수 토티야가 주된 재료다. 살사 베르데나 살사 로하를 바삭바삭한 삼각형 토티야 위에 붓고 토티야가 부드러워지기 시작할 때까지 끓인다. 찢은 닭고기 살이 종종 들어간다. 크림, 으깬 흰 치즈, 양파, 아보카도가 올라간다. 칠라킬레스는 많은 멕시코 요리처럼 칠라킬레스도 지역마다 종류가 다르다.
일반적으로 칠라킬레스는 아침이나 점심식사 음식이다. 칠라킬레스는 남은 토티야와 살사를 처리하는 흔한 조리법이다.

## 같이 보기
- 미가스